# Salvatore Schillaci
Salvatore Schillaci, más conocido por su apodo Totò (Palermo, Sicilia, 1 de diciembre de 1964-Palermo, 18 de septiembre de 2024), fue un futbolista italiano, máximo goleador del Mundial 1990.

## Trayectoria
En 1983 empezó jugando para el Messina, club que en ese entonces alternaba sus actuaciones en las series B y C de Italia. Jugó allí seis años antes de llegar a la Juventus de Turín. En el conjunto albinegro tuvo una actuación irregular, pero dejó apuntes de su capacidad goleadora, ganó 1 Copa de Italia y una Copa UEFA.
Tras jugar tres temporadas en la Juve, en 1992 se marcha al Inter, donde no rindió al nivel deseado, y fue traspasado al conjunto japonés Júbilo Iwata, donde permaneció hasta su retiro en mayo de 1999 a los 35 años.

## Selección nacional
Schillaci jugó el Mundial de Italia 1990. Cabe destacar que el seleccionador lo escogió por recomendación de Ruud Gullit cuando ya militaba en la Serie A italiana y fue una sorpresa para todos. Luego, fue una sorpresa mayor cuando se convirtió en el máximo goleador del campeonato.
Una anécdota es que en un inicio, el entonces entrenador nacional italiano, Azeglio Vicini, escogió como última opción a Totò, pero gracias al bajo estado de forma de los delanteros titulares, Gianluca Vialli y Andrea Carnevale, pudo hacerse un lugar en el once azzurro. Entró en el minuto 75 del primer partido contra Austria reemplazando a Carnevale, el partido estaba 0-0 y 3 minutos después, apareció anotando de cabeza el gol de la victoria. En el tercer partido, contra Checoslovaquia, comenzaría una racha goleadora anotando un gol por partido (frente a Uruguay, Irlanda, Argentina e Inglaterra), manteniéndose como titular hasta el final del campeonato junto a Roberto Baggio, autor del segundo gol en ese partido.[cita requerida]
Considerado como la gran figura de Italia en ese mundial,[¿según quién?] consiguió el 3.er puesto en la copa, además de alzarse con la distinción individual al goleador del Mundial con seis tantos.

### Participaciones en la Copa del Mundo
| Mundial                        | Sede   | Resultado    | Partidos | Goles |
| ------------------------------ | ------ | ------------ | -------- | ----- |
| Copa Mundial de Fútbol de 1990 | Italia | Tercer lugar | 7        | 6     |

## Características
Schillaci fue un delantero que basaba su éxito en el oportunismo. Fue un hombre muy carismático con la prensa y con la gente, provocando cierto afecto con la misma.[cita requerida]

## Carrera actoral
Schillaci formó parte de una ficción de la televisión italiana llamada Squadra antimafia - Palermo oggi. Allí encarnó durante un episodio a un jefe mafioso.
Apareció también en la serie Goal FH (Goleadores en América Latina), en un capítulo donde conversa con Ignacio, el jugador estrella del equipo menor del Júbilo, antes de su partido con el S-Pulse, y le da ánimos para el partido.[cita requerida]

## Fallecimiento
El 18 de septiembre de 2024 falleció a causa de un cáncer de colon que padeció por dos años.

## Clubes
| Club                 | Temporada        | Liga             | Liga  | Liga  | Copa  | Copa  | Continental | Continental | Otros | Otros | Total | Total |
| Club                 | Temporada        | División         | Part. | Goles | Part. | Goles | Part.       | Goles       | Part. | Goles | Part. | Goles |
| -------------------- | ---------------- | ---------------- | ----- | ----- | ----- | ----- | ----------- | ----------- | ----- | ----- | ----- | ----- |
| Messina · Italia     | 1982–83          | Serie C2         | 26    | 3     | —     | —     | —           | —           | —     | —     | 26    | 3     |
| Messina · Italia     | 1983–84          | Serie C1         | 26    | 4     | —     | —     | —           | —           | —     | —     | 26    | 4     |
| Messina · Italia     | 1984–85          | Serie C1         | 31    | 4     | —     | —     | —           | —           | —     | —     | 31    | 4     |
| Messina · Italia     | 1985–86          | Serie C1         | 31    | 11    | 6     | 1     | —           | —           | —     | —     | 37    | 12    |
| Messina · Italia     | 1986–87          | Serie B          | 33    | 3     | 3     | 2     | —           | —           | —     | —     | 36    | 5     |
| Messina · Italia     | 1987–88          | Serie B          | 37    | 13    | 5     | 2     | —           | —           | —     | —     | 42    | 15    |
| Messina · Italia     | 1988–89          | Serie B          | 35    | 23    | 4     | 2     | —           | —           | —     | —     | 39    | 25    |
| Messina · Italia     | Total            | Total            | 219   | 61    | 18    | 7     | —           | —           | —     | —     | 237   | 68    |
| Juventus · Italia    | 1989–90          | Serie A          | 30    | 15    | 8     | 2     | 12          | 4           | —     | —     | 50    | 21    |
| Juventus · Italia    | 1990–91          | Serie A          | 29    | 5     | 5     | 0     | 7           | 3           | 1     | 0     | 42    | 8     |
| Juventus · Italia    | 1991–92          | Serie A          | 31    | 6     | 9     | 1     | —           | —           | —     | —     | 40    | 7     |
| Juventus · Italia    | Total            | Total            | 90    | 26    | 22    | 3     | 19          | 7           | 1     | 0     | 132   | 36    |
| Inter Milan · Italia | 1992–93          | Serie A          | 21    | 6     | 2     | 1     | —           | —           | —     | —     | 23    | 7     |
| Inter Milan · Italia | 1993–94          | Serie A          | 9     | 5     | 1     | 0     | 3           | 0           | —     | —     | 13    | 5     |
| Inter Milan · Italia | Total            | Total            | 30    | 11    | 3     | 1     | 3           | 0           | —     | —     | 36    | 12    |
| Júbilo Iwata Japón   | 1994             | J1 League        | 18    | 9     | 1     | 0     | 4           | 5           | —     | —     | 23    | 14    |
| Júbilo Iwata Japón   | 1995             | J1 League        | 34    | 31    | 0     | 0     | —           | —           | —     | —     | 34    | 31    |
| Júbilo Iwata Japón   | 1996             | J1 League        | 23    | 15    | 0     | 0     | 8           | 3           | —     | —     | 31    | 18    |
| Júbilo Iwata Japón   | 1997             | J1 League        | 3     | 1     | 0     | 0     | 2           | 1           | —     | —     | 5     | 2     |
| Júbilo Iwata Japón   | Total            | Total            | 78    | 56    | 1     | 0     | 14          | 9           | —     | —     | 93    | 65    |
| Total de carrera     | Total de carrera | Total de carrera | 417   | 154   | 44    | 11    | 36          | 16          | 1     | 0     | 498   | 181   |

## Títulos y distinciones individuales
- 1 Copa de Italia con Juventus: 1990.
- 1 Copa de la UEFA con Juventus: 1990.
- J1 League con Júbilo Iwata: 1997 y 1999.
- 1 Balón de Plata 1990.